# 張邦政
張邦政（1562年—？），號平寰，直隶保定府满城县人。明朝政治人物、進士出身。

## 生平
萬曆十六年（1588年）戊子科舉人，十七年（1589年）己丑科進士，户部觀政，十八年二月初任直隶建平县知县，二十年調陕西泾阳县知县，二十三年升户部主事，二十四年差管昌平粮储，二十六年升员外郎，二十七年三月升户部署郎中，二十八年升大同知府，本年被巡抚參劾，降調，丁母憂。三十一年降淮安府同知，三十五年三月升巩昌府知府，丁父憂。三十八年補任延安府知府，四十一年南台參劾，調簡，補長沙府知府。四十四年北台參劾，降太原府同知，調衡州府同知。
同时代有另一张邦政，萬曆二十二年舉人，官至濮州知州、安庆府同知、王府長史。

## 家族
曾祖張鐸，增廣生；祖张希松；父张纲。